# Kolebki
Kolebki – wieś w Polsce położona w województwie wielkopolskim, w powiecie konińskim, w gminie Ślesin.
| SIMC    | Nazwa  | Rodzaj    |
| ------- | ------ | --------- |
| 0296963 | Frąsin | część wsi |
| 0296970 | Ługi   | część wsi |

W latach 1975–1998 miejscowość administracyjnie należała do województwa konińskiego.